# Vărăști, Giurgiu
Vărăști este satul de reședință al comunei cu același nume din județul Giurgiu, Muntenia, România.
În perioada 1910-1920, în sat locuiau 2100 de bulgari și 360 de români. Bulgarii earu coloniști din satul Hărsovo (regiunea Razgrad), care s-au mutat între 1812 și 1832. 